# Caetité
Caetité este un oraș în unitatea federativă  Bahia (BA) din Brazilia. Activitatea economică se bazează pe minerit, extrăgându-se ametist, uraniu, fier și mangan.